# Ameneiro (Teo)
Ameneiro es una aldea de la parroquia de Calo, en el ayuntamiento gallego de Teo en la provincia de La Coruña. Se encuentra al sur de Santiago de Compostela, de la que dista 9 km por la carretera N-550.
En 2017 contaba con 363 habitantes.